# Pierre Toussaint
Pierre Toussaint (Saint-Marc, 27 de junho de 1766 – Nova Iorque, 30 de junho de 1853) foi um cabeleireiro, filantropo e ex-escravizado haitiano-americano. Após conquistar sua liberdade, tornou-se uma figura proeminente na sociedade nova-iorquina do século XIX, notável por suas obras de caridade e profunda fé católica. Em 1996, foi declarado venerável pelo Papa João Paulo II, sendo um dos poucos afro-americanos em processo de canonização pela Igreja Católica.

## Biografia

### Primeiros anos
Pierre nasceu escravizado em 27 de junho de 1766, em Saint-Marc, na colônia francesa de Saint-Domingue (atual Haiti). Sua mãe, Ursule, era criada da família Bérard, proprietária da plantação onde viviam. Pierre foi educado pelos tutores da família e treinado como escravo doméstico. Em 1787, com o agravamento das tensões que levariam à Revolução Haitiana, a família Bérard mudou-se para Nova Iorque, levando Pierre e outros escravizados consigo.

### Vida em Nova Iorque
Em Nova Iorque, Pierre foi aprendiz de um dos principais cabeleireiros da cidade. Com o tempo, tornou-se um dos mais requisitados profissionais entre a elite nova-iorquina. Após a morte de seu senhor, Jean Bérard, em 1800, Pierre continuou a sustentar Madame Bérard até sua morte. Em 1807, foi oficialmente libertado, conforme o desejo de sua antiga senhora. Adotou o sobrenome "Toussaint" em homenagem a Toussaint Louverture, líder da Revolução Haitiana.

### Casamento e família
Em 5 de agosto de 1811, Pierre casou-se com Juliette Noel, uma mulher escravizada cuja liberdade ele comprou. O casal adotou Euphemia, filha da irmã de Pierre, Rosalie, que havia falecido de tuberculose. Criaram a menina como filha, proporcionando-lhe educação e aulas de música.

### Obras de caridade
Pierre e Juliette dedicaram-se a diversas atividades filantrópicas. Abriram sua casa para acolher órfãos e jovens necessitados, ajudando-os a obter educação e emprego. Pierre frequentava diariamente a missa na Igreja de São Pedro por 66 anos. Foi um dos principais financiadores da construção da Antiga Catedral de São Patrício, na Mulberry Street, e apoiou a criação da primeira escola católica para crianças negras em Nova Iorque, a St. Vincent de Paul, na Canal Street. Durante epidemias de febre amarela, atravessava barricadas para cuidar de doentes em quarentena.

### Últimos anos e morte
Euphemia faleceu antes dos pais adotivos, também vítima de tuberculose. Juliette morreu em 14 de maio de 1851. Pierre faleceu em 30 de junho de 1853, aos 87 anos. Foi inicialmente sepultado no cemitério da Antiga Catedral de São Patrício. Posteriormente, seus restos mortais foram transferidos para a cripta abaixo do altar principal da Catedral de São Patrício, na Quinta Avenida, local geralmente reservado a bispos da Arquidiocese de Nova Iorque.

## Veneração
Em dezembro de 1996, o Papa João Paulo II reconheceu as virtudes heroicas de Pierre Toussaint, conferindo-lhe o título de venerável, primeiro passo no processo de canonização. Ele é considerado o fundador de fato da Catholic Charities of New York e é lembrado por sua dedicação à fé e ao serviço aos necessitados.

## Legado
Pierre Toussaint é lembrado como um exemplo de santidade leiga e fraternidade cristã. Sua vida inspira fiéis a viverem a caridade e a fé de maneira concreta, especialmente em contextos de adversidade.